# Star 25
Star 25 – polski samochód ciężarowy średniej ładowności produkowany w latach 1960–1971 przez Fabrykę Samochodów Ciężarowych Star w Starachowicach.

## Historia modelu

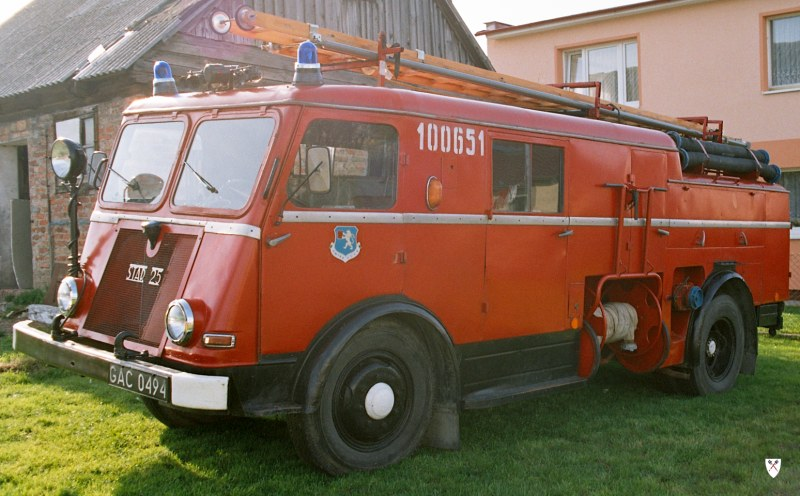
Star A25P z kabiną typu N23

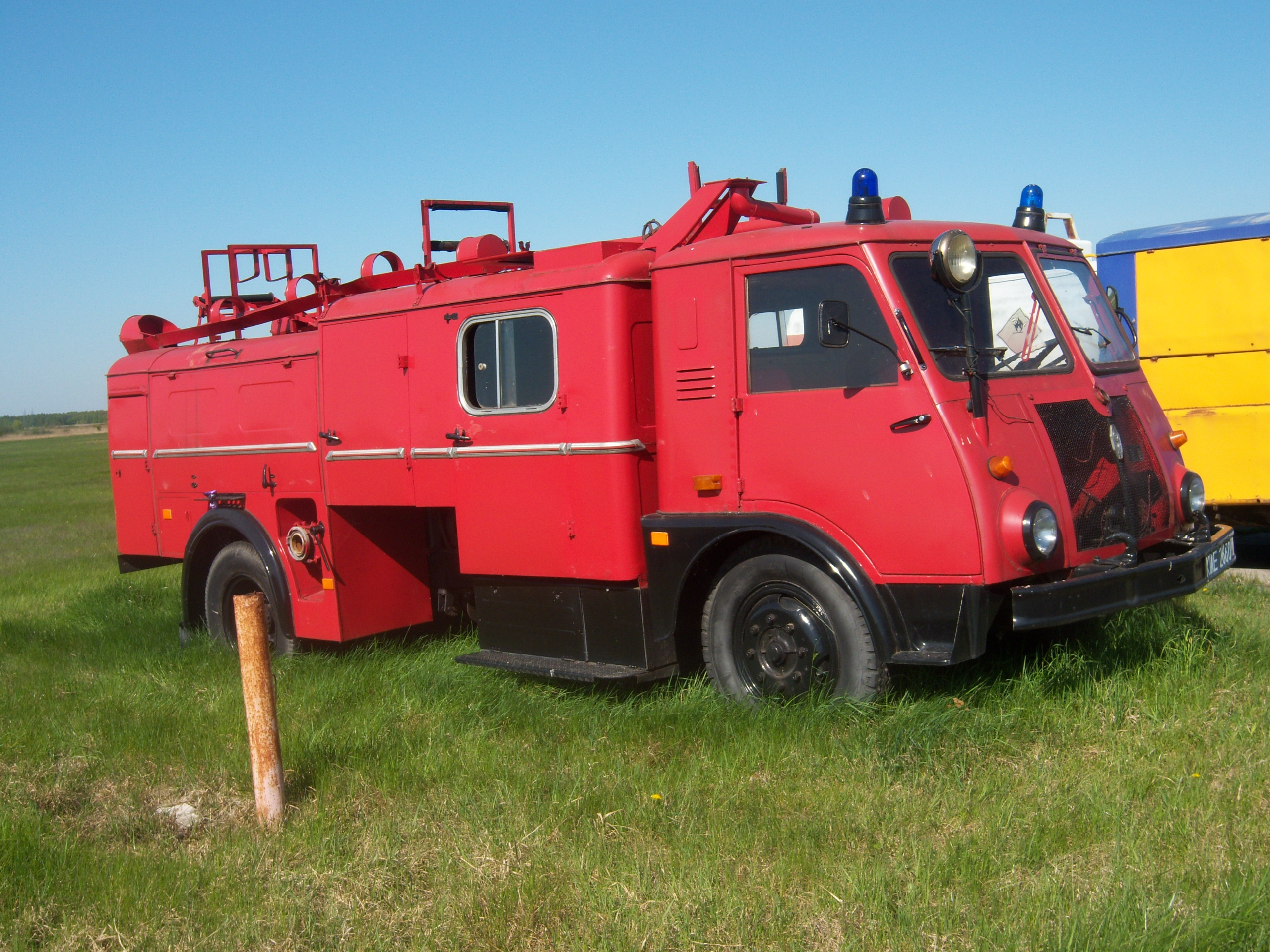
Samochód gaśniczy na podwoziu Star 25

W 1956 roku zaprezentowano prototyp samochodu ciężarowego Star 25, który był rezultatem wieloletnich prac konstrukcyjnych prowadzonych w Biurze Konstrukcji Przemysłu Motoryzacyjnego w Warszawie, mających na celu opracowanie następcy dla produkowanego od 1948 roku modelu Star 20. W prototypie tym zastosowano nową dwuosobową, kabinę wagonową typu K26. W stosunku do standardowych kabin N20 i N23 nowy typ charakteryzował się lepszą izolacją akustyczną oraz termiczną, wydajniejszym ogrzewaniem oraz lepszą widocznością z miejsca kierowcy. Do napędu pojazdu zastosowano prototypowy 6-cylindrowy, rzędowy silnik benzynowy typu S470, o pojemności 4196 cm³ i mocy maksymalnej 69,8 kW (95 KM). Jednostka napędowa zblokowana została z 5-biegową manualną, niezsynchronizowaną skrzynią biegów. Ładowność prototypowego Stara 25 zwiększona została do 4000 kg, dzięki wzmocnieniu mocowania resorów oraz zastosowaniu dwóch amortyzatorów ramieniowych w przednim zawieszeniu.

Brak możliwości technicznych oraz finansowych, jak i konieczność szybkiego zastąpienia Stara 20, doprowadziły do rozpoczęcia w lipcu 1957 roku produkcji seryjnej samochodu Star 21, w którym zastosowano jedynie pewną cześć zmodernizowanych elementów z prototypu opracowanego w 1956 roku.
Produkcję seryjną Stara 25 rozpoczęto w 1960 roku. Nadwozie pojazdu osadzone zostało na podłużnicowej ramie spawanej wykonanej z blachy tłoczonej. W układzie jezdnym zastosowano przednią oś sztywną zawieszoną na półeliptycznych resorach piórowych oraz dwóch hydraulicznych amortyzatorach ramieniowych. Z tyłu zastosowano most napędowy zawieszony na półeliptycznych resorach piórowych, dodatkowo wspartych przez pomocnicze resory piórowe. W układzie hamulcowym zastosowano nową pompę o zwiększonej wydajności. Do napędu Stara 25 zastosowano polski, 6-cylindrowy, rzędowy silnik benzynowy typu S472, o pojemności 4196 cm³ i mocy maksymalnej 69,8 kW (95 KM). Jednostka napędowa zblokowana została z 5-biegową manualną, niezsynchronizowaną skrzynią biegów.
Star 25 wyposażany był w kabinę wagonową typu N20 produkowaną przez zakłady SHL z Kielc lub prostszą, tańszą i mniej komfortową kabinę typu N23, produkowaną przez FSC. Kabiny te przeszły niewielkie zmiany polegające na zastosowaniu kierunkowskazów świetlnych w miejsce ramieniowych oraz centralnego silnika wycieraczek. Z przyczyn finansowych oraz technicznych nie zdecydowano się zastosowanie kabin typu K26 skonstruowanych w 1956 roku.

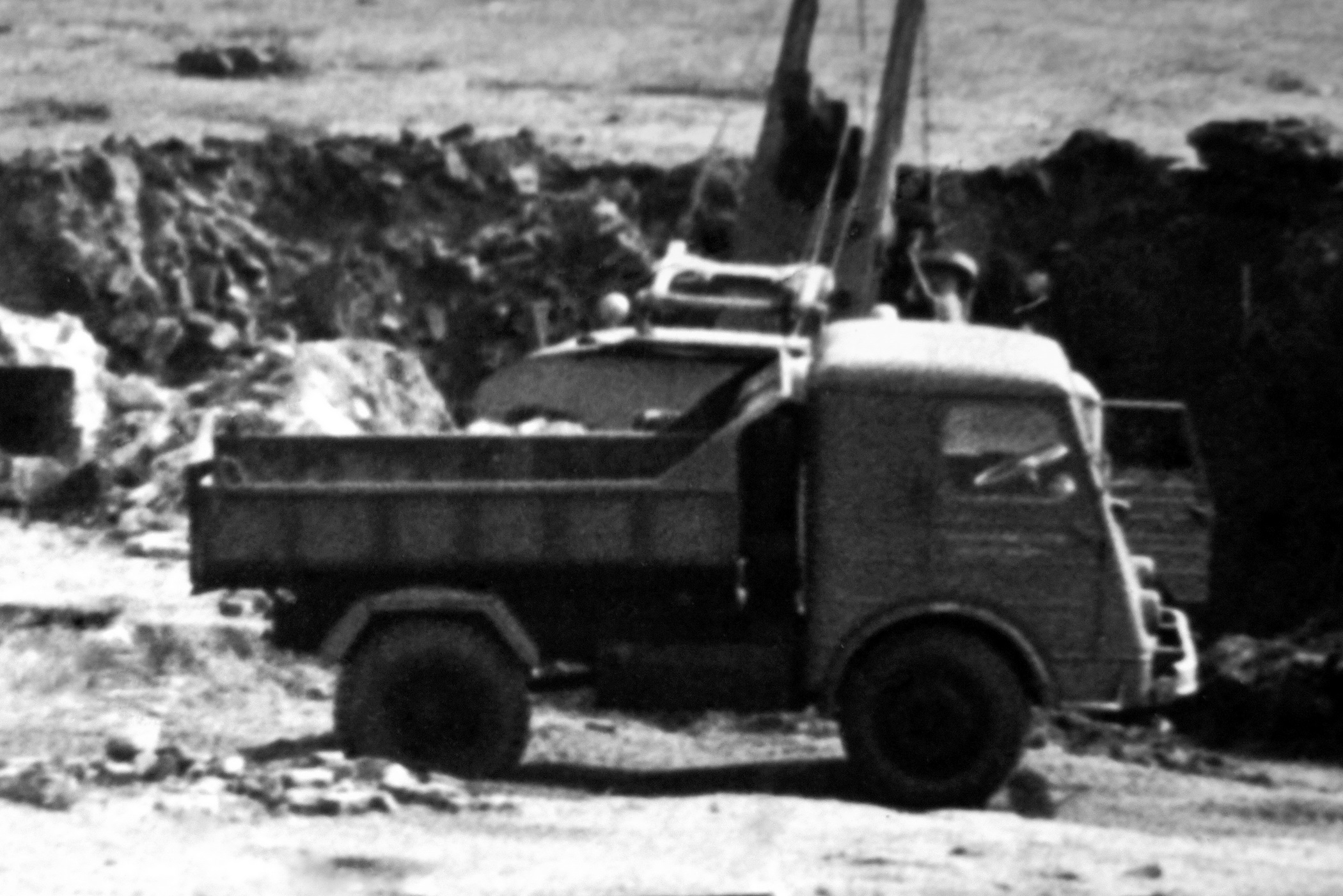
Wywrotka Star W25

Wraz ze standardową odmianą modelu Star 25 rozpoczęto produkcję, ciągnika siodłowego Star C25, przystosowanego do pracy w zestawie z jednoosiową naczepą skrzyniową typu D60 lub naczepą furgonową typu D40, które produkowane były przez Zakłady Budowy Nadwozi Samochodowych w Kożuchowie. Kolejną wersją wprowadzoną do produkcji był tylno zsypowy samochód wyładowczy Star W25. Produkcja tego modelu odbywała się przy udziale ZNTK w Oławie, który był producentem skrzyni wyładowczej oraz hydraulicznego mechanizmu zsypowego. Konstrukcja modeli C25 i W25 oparta była na skróconym podwoziu odmiany skrzyniowej, w stosunku do którego zmniejszono o 50 cm rozstaw osi. W celu zapewniania możliwości przewozów ładunków o dużych gabarytach, wprowadzono do oferty model Star 25L. Pojazd ten posiadał wydłużoną ramę, dzięki czemu rozstaw osi zwiększony został do 3850 mm. Przedłużone podwozie wykorzystywane było również w przeznaczonym pod zabudowy strażackie modelu Star A25P.
W 1961 roku do produkcji wprowadzony został model Star 25 Tropic, dostosowany do warunków klimatycznych krajów afrykańskich. W stosunku do modelu standardowego zastosowano kabinę o zmienionym kształcie dachu. Do napędu wersji Tropic zastosowano silnik typu S473, który stanowił odmianę silnika S472 o zmniejszonym stopniu sprężania oraz mocy maksymalnej do 64,3 kW (87,5 KM).
W 1964 roku przeprowadzono modernizację tego modelu. W zmodernizowanym pojeździe o oznaczeniu Star 25M1 zastosowano nadciśnieniowy układ wspomagania hamulców oraz zawór sterujący układem hamulcowym przyczepy. Do napędu wykorzystano 6-cylindrowy, rzędowy silnik benzynowy typu S474, o pojemności 4196 cm³ i mocy maksymalnej 77,2 kW (105 KM). Jednostka napędowa zblokowana została z 5-biegową niezsynchronizowaną skrzynią biegów. Zmodernizowany pojazd wyposażany był wyłącznie w kabinę typu N20.1 zapewniającą lepsze warunki pracy kierowcy.
Na podwoziu modelu Star 25 i jego pochodnych montowano różne wersje zabudów jak np. nadwozia furgonowe typu N-94 do przewozu ładunków, śmieciarki SM-2 Bajadera i SM-4, piaskarki PS-5, żurawie samochodowe Ż-3 oraz betoniarki MSH-2, wykorzystywane w branży budowlanej. Od 1960 roku na podwoziu modelu A25P w Jelczańskich Zakładach Samochodowych produkowane były nadwozia pożarnicze N751 wyposażone w motopompę M800E oraz N761 z autopompą A1600.
Elementy jezdne i napędowe modelu Star 25 zastosowane zostały w produkowanych w latach 1961–1967 przez Sanocką Fabrykę Autobusów, autobusach San H25A i San H25B.